# Азизов, Рамин Гулам оглы
Рамин Гулам оглы Азизов (азерб. Ramin Qulam oğlu Əzizov; род. 8 февраля 1988, Ленкорань) — азербайджанский тхэквондист. Бронзовый призёр чемпионата мира 2011 года, серебряный призёр чемпионата Европы 2012 года. 

## Карьера
Родился в Ленкорани. Воспитанник спортивного центра «Тахсиль» (Ленкорань).
В январе 2006 года на Открытом чемпионате Швеции, прошедшем в Треллеборге завоевал бронзовую медаль. В феврале 2007 года на том же турнире завоевал золотую медаль.
В апреле 2010 года завоевал бронзовую медаль на 22-м турнире «Фаджр» в Тегеране (Иран).
На открытом чемпионате «Рolish open-2010», прошедшем в октябре 2010 года в Варшаве завоевал серебряную медаль.
В декабре 2010 года на 6-м турнире «French Open» завоевал золотую медаль. 
В феврале 2011 года на открытом чемпионате Америки «US Open», прошедшем в г. Остин (штат Техас) завоевал серебряную медаль.
На 4-м открытом чемпионате Германии в Гамбурге в марте 2011 года завоевал бронзовую медаль.
На чемпионате мира 2011 завоевал бронзовую медаль.
В октябре 2011 года на турнире «Ukraine Open» завоевал золотую медаль.
В марте 2012 года на открытом чемпионате Испании в Аликанте завоевал золотую медаль.
На чемпионате Европы 2012 завоевал серебряную медаль.
В ноябре 2012 года на открытом чемпионате Швейцарии в Лозанне завоевал золотую медаль.
В феврале 2013 года на V международном турнире «Alexandria Open» в Александрии (Египет) завоевал золотую медаль.
В марте 2013 года на турнире «German Open» в Гамбурге завоевал золотую медаль.
В ноябре 2013 года возглавил мировой рейтинг по тхэквондо в категории до 80 кг.
В феврале 2014 года на турнире «Luxor Open» в Египте завоевал бронзовую медаль.
На чемпионате Европы 2014 завоевал бронзовую медаль.
В марте 2017 года на турнире «Dutch Open» в Нидерландах завоевал золотую медаль.
На играх исламской солидарности 2017 завоевал золотую медаль.
В марте 2019 года на турнире «Dutch Open» в Эйндховене завоевал бронзовую медаль.
Чемпион Азербайджана по тхэквондо 2008, 2009, 2012 годов.
Представлял Азербайджан на Олимпийских играх 2012 года в Лондоне, лицензию на которую получил, выиграв золото на международном турнире 2011 года в Баку.
Лучший тхэквондист Азербайджана 2011 года.
Президент волейбольного клуба «Азеррейл» (с 17 сентября 2024 года).